# 광란가족일기
《광란가족일기》(일본어: 狂乱家族日記 교란 가조쿠 닛키[*])는 일본의 작가 아키라가 쓰고 x6suke가 삽화를 담당한 라이트 노벨이다.

## 줄거리
천년 전, 무자비한 파괴를 일삼던 파괴의 화신 엔카는 "천년 후에 내 '자식'이 세상을 멸망시킬 것"이라는 말을 남기고 죽음을 맞이한다. 그로부터 천년 후인 2063년 〈대일본제국(현재 존재하고 있는 일본도 아니고, 과거에 있던 대일본제국도 아닌 가공의 국가)〉에서는 DNA 감정을 통해 '엔카의 자식'일 가능성을 가진 자들이 발견되는데, 그들 중 진짜 '엔카의 자식'을 찾기 위해 그들은 '화목한 가족 작전'이라는 이름 아래 가족으로서 공동 생활을 하게 된다.

## 캐릭터

### 미다레자키가
미다레자키 오우카 (乱崎 凰火)
성우: 콘도 타카유키
미다레자키 가의 아버지 역할로 27세. 대일본제국 초상현상대책국 대책1과 행동부 대장으로 얼떨결에 '화목한 가족 작전'에 참여하게 되었다. 침착하고 상식적인 성격으로 쿄우카에게 늘 휘둘린다. 3세 때 부모를 잃은 이후로 어린 시절의 기억이 없으며 본명 또한 알려지지 않았다. 어릴적의 과거에 의해 사랑이란 것을 모르고 자랐기에 결혼을 했어도 사랑을 쉽게 느끼지 못하고 있지만, 적어도 가족에 대한 애정과 소중함은 확실히 생겨나고 있다.
미다레자키 쿄우카 (乱崎 凶華)
성우: 후지무라 아유미
미다레자키 가의 어머니로 20세(육체 나이의 경우). 본명은 '쿄우캬 에아에리아에아(キョウキァ＝エアエリアエア)'로, '샹그릴라'라는 지하 제국에서 신으로 섬겨지고 있었으나 본래의 생활에 회의를 느끼고 일본을 방황하다 '화목한 가족 작전'에 참여하게 되었다. 고양이 귀와 꼬리를 가진 어린 여자아이의 모습을 하고 있다. 오만하고 파괴적인 태도를 가지고 있으며 가족들(특히 오우카)를 깔보는 듯한 언행으로 일관하지만, 사실은 가족들을 생각하는 마음이 깊다. '휴대전화'라는 정신 조작 능력을 가지고 있다. 본래는 마족으로 마계의 전대 왕 '바네사 엘드라곤(ヴァネッサ・エルドラゴン)'이었으며, SYGNUSS라고 불리는 존재를 숙주로 삼아 현재의 쿄우카로 살아가게 되었다.
미다레자키 긴카 (乱崎 銀夏)
성우: 후지타 요시노리
미다레자키 가의 장남으로 23세. 본명은 키자쿠라 긴이치(乱崎 銀夏). 야쿠자 집안에서 태어났으며, 과거에 사랑했던 여자가 자기 집안의 소행으로 죽은 후 여기에 반발하여 가출, '화목한 가족 작전'에 참여하게 되었다. 성 동일성 장애를 가지고 있으며 오카마(남색가)이다. 오카마 바에서 '은여우'라는 이름으로 일하고 있다. 여성스러운 언행을 가지고 있으며 진지해지면 가끔 남자다운 말투가 나오기도 한다. 성적 취향은 확실히 알 수 없지만(일단은 남성에게 끌리지만, 과거에 여성을 사랑한 경험도 있기 때문에) 남자든 여자든 사랑하는 것을 마음 속에서 거부하고 있는 듯. 치카에게 호감을 사서 '남자다워지도록' 훈련(?)을 받고 있다.
미다레자키 유우카 (乱崎 優歌)
성우: 하나자와 카나
미다레자키 가의 차녀로 9세. 본명은 히메미야 레이코(姫宮 零子)이며 일명 '도깨비 일족'이라 불리는 히메미야 가에서 '고독 인형'이라는 이름으로 학대당하고 있었다가 미다레자키 가에 의해 구출, '화목한 가족 작전'에 참여하게 되었다. 상냥하고 가족들을 배려하는 마음을 가지고 있으며 미다레자키 가 내에서는 제일 정상에 가까운 사고의 소유자이다. 그러나, 학대의 탓인지 무언가 부탁하거나 감정을 드러내는 데는 서툴다. 입버릇은 "삿빠리('아주', '엄청', '매우' 등의 강조어구)"로, 말 중간중간에 자주 붙여 말한다.("완전 기뻐" 라든가, "아주 무서워"라는 식으로) 가족 중에서 테이카와 매우 친하며 테이카 위에 올라타 앉는 것을 좋아한다.
미다레자키 테이카 (乱崎 帝架)
성우: 야스모토 히로키
미다레자키 가의 차남으로 7세. 사자(라이온). 본명은 '샤크야(シャクヤ). '갈색 황제'의 마지막 혈족으로 사람의 말을 할 수 있다 (그러나 글을 쓰는 것은 불가능). 고어체 말투를 사용하며 유우카와 친하다. 사자로서의 자신에 자부심을 갖고 있는 듯하다. 꽤나 철학적이고 진중한 성격인 듯.
미다레자키 효우카 (乱崎 雹霞)
성우: 히로하시 료
미다레자키 가의 삼남으로 3세. 3년 전 엔카의 조각을 바탕으로 만들어진 생물병기로 만들어지자마자 연구소를 파괴하고 도망쳤다. 그 당시에는 '검은 13번'으로 불리고 있었다. 처음에는 호전적이고 파괴적인 성격이었지만 미다레자키 가에 들어오면서 조금씩 감정을 배워나간다. TV 보기가 취미. 연구소에서의 기억은 봉인하고 있었지만 사루와타리 박사나 Dr. 게보크와 조우하면서 기억을 되찾게 된다.
미다레자키 겟카 (乱崎 月香)
성우: 사토 리나
해파리. 나이 불명. 성별은 알 수 없지만 '딸'로서 기록되어 있다. 대책국 대책1과 행동부 부장이 낚시 도중 낚은 것을 장난삼아 DNA 테스트를 시행했더니 뜻밖에도 엔카의 DNA가 발견되어 '화목한 가족 작전'에 참여하게 되었다. 초밥을 좋아하며, 감정에 따라 색깔이 변하고 몸 크기를 변화시키거나 글자를 쓰는 등 여러 가지 일을 할 수 있다. 또한 몸에서 전격을 내뿜는 특기를 갖고 있으며, 물 속에만 있지는 않고 허공을 마음대로 떠다닐 수도 있다. 고상한 성격으로 보통은 방관자의 입장에 머무른다. 본문에서 헤이안 시대풍의 옷차림을 한 흑발의 여성이 몇 번 등장하는데, 확실하지는 않지만 그녀의 정체가 겟카라는 설이 있다(매달 5일마다 겟카는 어디론가 사라지는데, 이 때가 겟카가 본 모습을 드러내는 때일 가능성이 높다).애니에서는 실제로 겟카의 본 정체가 흑발의 여성이라고 한다. 옛날 다른 행성의 주인이었으나 다른 별들을 보고파 지구에 오게 되었다고 한다.
미다레자키 치카 (乱崎 千花)
성우: 토마츠 하루카
유우카의 친언니로 본명은 히메미야 센코(姫宮 千子). '도깨비 일족' 히메미야 가에서 유우카 이전의 고독 인형이었으며 일종의 화풀이로 후에 태어난 '고독 인형' 유우카를 심하게 학대했다. 긴카와의 약속을 계기로 자신이 유우카에게 했던 일을 깊이 반성하고 있으며, 본래 엔카의 DNA는 갖고 있지 않으나 쿄우카가 '휴대전화' 능력으로 테스트 결과를 조작해 미다레자키 가에 들어올 수 있게 되었다. 긴카에게 호감을 갖고 있으며, 긴카의 여성스러운 모습을 바꾸기 위해 늘 노력(?)하고 있다. 미다레자키 가에 들어오면서 밝아졌지만 과거의 영향으로 가끔 자기혐오에 빠지기도 한다. 사립 고쥬히사츠 학원에 재학 중이며, 번장(우리나라식으로 말하자면 '캡짱' 정도쯤)이 되어 동급생들에게 '언니'라 불리며 존경받고 있다.

### 초상현상대책국
시니가미 산반 (死神 三番)
성우: 모리나가 리카
초상현상대책국 대책1과 행동부 부대장. 본명은 키리사키 시루쿠(霧岬 知紅)로, 오우카의 소꿉친구였다. 어릴 적, SYGNUSS라 불린 존재에 의하여 가족과 살던 곳을 잃은 후 복수를 위해 시니가미의 호칭을 얻었다. 오우카를 '연인'이라고 부르며, 사랑 아니면 증오라는 이분법적 사고방식을 가지고 있다. 늘 한냐 가면으로 얼굴을 가리고 다니는데, 가면 아래에는 화상 상처가 있으며, 이 상처를 남에게 보이면 미움받는다고 생각하고 있다. 여기에서 파생된 것인지 말버릇은 '당신의 안면을 파괴하겠습니다'로, 상대를 공격할 때 그녀는 반드시 이 말을 한다. 시니가미 산반이란 이름은 '사신 3번'이라는 뜻을 갖고 있으며, 이는 그녀가 세 번째로 시니가미의 칭호를 이어받았음을 의미한다. '-에요오' 와 같이 질질 끄는 말버릇을 가지고 있다.
히라츠카 라이초 (平塚 雷蝶)
성우: 고토 유코
초상현상대책국 대책2과 국장. 과거에는 시니가미 니반(死神二番)이라 불렸으며 시니가미 산반에게 시니가미의 칭호를 계승한 장본인이다. '경국의 테러리스트'로 악명이 높았으며 원래 사형에 처해져야 했을 존재. 나비 날개와 더듬이를 가지고 있다. 과거에는 초상현상대책국 대책2과 연구부 부장이었으며 쿄우카의 무리한 요구들을 들어주기도 해 왔으다. 미다레자키가에 대해 무언가를 노리고 있는 듯하며, '다가올 재앙'이라는 것에 대한 대비책을 세우고 있다. '마족 사냥'을 진행 중이라고 한다.
하나야마 겐이치로(花山 厳一郎)
초상현상 대책국 부국장. 오우카와 시니가미의 양부모이다. 육중한 체구에 도깨비 같은 얼굴을 지닌 남자.
거미(蜘蛛)
본명, 경력, 연령 불명의 초상현상대책국 대책 0과 첩보부 대장인 닌자이다. 착 달라붙는 검은 옷으로 감싸고 여덟 개의 붉은 보석 같은 것이 박힌 가면을 쓰고 다니며, 등에는 8개의 거미 다리 같은 것이 붙어 있는, 괴인이라고 밖에 말할 수 없는 남자. 밀리온의 고용인이다.

### 심상 인공생명 개발 연구소
사루와타리 이누히코 (去渡 去彦)
성우: 타나카 칸
생물병기 '검은 13번'을 발명한 사람 중 하나. 원숭이를 닮은 모습 때문에 살아오면서 계속 멸시당했으며, 그것이 한이 되어 광란가족이 신혼여행을 왔을 때 유우카를 납치하게 된다. 원숭이의 모습을 한 생물병기 '하얀 7번개'를 여럿 거느리고 있었으나, 후에 미다레자키가에 의해 통제를 잃는다. 결국은 지병이 도져 죽게  되고, 그가 지내던 천공의 성이 무너졌다. 그 이후, 니시쿠라에 의해 그 자리에 묻힌다. 효우카가 계속 봉인하고 있던 연구소 시절의 기억을 처음으로 떠올리게 하는 존재.
Dr. 게보크 (Dr.ゲボック)
성우: 카와다 신지
생물병기 '검은 13번'을 발명한 사람 중 하나로 '심상 인공생명 개발 연구소 제3실 연구팀 실장'이었으며 매드 사이언티스트. 뛰어난 발명과는 대조되게 정신연령이 매우 낮으며 칭찬받기 위해 발명하는 수동적이고 어린아이 같은 태도를 가지고 있다. '과학적'이라는 말을 언제나 강조한다. 몇 번이고 죽어도 다시 새로운 육체로 몸을 유지하고 있는 듯하다.
Dr. 헬 (Dr.ヘル)
성우: 카와스미 아야코
생물병기 '검은 13번'을 발명한 사람 중 하나. 효우카 외에도 다양한 병기를 만든 것으로 추정되며, 싸우려는 의지가 없는 효우카에게 강제적으로 병기의 인격을 만들기 위해 혹독한 훈련을 시켰다. 그 탓인지 효우카가 매우 적대시하는 인물. 오우카가 어릴 때 그를 돌봐준 사람이기도 하다.

### 기타
오데사 에이 (オデッサ＝エイ)
성우: 사이토 모모코(斎藤桃子)
마족으로 마계의 현재 왕. 본명은 오데사 에이그리핀(オデッサ＝エイグリフィン). 언니인 바네사 엘드라곤(쿄우카)의 뒤를 이은 마계의 차기 왕이나, 언니와 자신을 비교하는 마족들의 태도에 분개해 쿄우카를 찾아가 승부를 펼치려 한다. 그녀가 숙주로 삼은 것에는 토끼 귀가 생긴다. 쿄우카와 마찬가지로 질투심과 승부욕이 강하다.
타카나시 키리코 (鷹縁 切子)
성우: 니시노 요코(西野陽子)
효우카가 '사랑'하게 된 여성으로 보통은 '파칭코 가게 아가씨'라고 불린다. 그녀와 그녀의 언니 타카나시 유이코(鷹縁 結子)는 사실 '검은 13번'의 훈련을 위해 희생양으로 키워졌으며, 그녀는 연구원들에게 속은 효우카에 의해 언니를 잃게 된다. 이것이 그녀에게 매우 큰 트라우마가 되었으며, 가족 구성원 간의 사이도 멀어졌다. 효우카와 함께 다니면서 사랑의 감정을 알아가고 가족간의 사이를 원래대로 되돌리기 위해 노력하지만, 결국은 효우카와 파칭코 가게를 뒤로한 채 여행을 떠난다. 과거에 비슷한 병기들을 본 적이 있어서 그런지 효우카를 보고도 놀라거나 두려워하지 않는다.
모모쿠사 아이치 (桃草 愛智)
성우: 미즈사와 후미에(水沢史絵)
고쥬히사츠 학원의 학생으로, 치카 전의 반장이었으나 치카에게 지면서 반장 자리를 물려주게 된다. 키자쿠라파 아래의 야쿠자 가문 모모쿠사파의 딸. 키리코와는 알고 지내는 사이인 듯. 자존심이 강하지만 강자를 인정하는 모습도 보인다.
니시쿠라 아케루 (西倉 明)
성우: 키타무라 에리
전 초상현상대책국 대책2과 연구부 소속. 미다레자키가가 신혼여행을 떠났을 때 있었던 호텔의 주인이기도 했으며, 현재는 반 강제로 '쿄우카 인민공화국'의 왕이 되어 '하얀 7번개'들을 통솔하고 있다. 쿄우카에 의해 '피에르(ピエール)'라 불린 이후 쭉 그렇게 불려오고 있다. 매사에 자신없어하는 태도로 일하고 있었지만 쿄우카 인민공화국을 통치하게 된 뒤로 확고한 신념이 생겼으며, 미다레자키 가에 협조하고 있다.
마다라 (マダラ)
성우: 이노우에 마리나
동물원에 살고 있는 '갈색 황제'의 혈족으로 본래는 암사자이나 새인 '백작'을 머리에 둘러 갈기를 만들어 수컷으로 위장하고 있다. 다른 사자들과는 다른 하얀색의 몸 때문에 '갈색 황제'의 일족으로부터 추방당했다. '마다라'라는 이름은 얼룩을 뜻하며, 상처투성이인 자신의 몸을 비웃어 자기 스스로 붙인 이름이다. 테이카와는 아는 사이.

## 소설
- 2012년 6월 현재 광란가족일기는 본편 12권, 외전 6권으로 총 18편이 발매되어 있다.

## 애니메이션
일본에서 4월 12일부터 TVK 방영을 시작으로 10월 4일까지 애니메이션이 방영되었으며 4월 25일부터 인터넷 방송 서비스도 지원되었다.
- 추가 - 2012년 6월 1일 현재 애니메이션은 전 26화로 완결되었으며, 이는 소설의 내용 1권부터 8권 후반부까지의 내용에 해당한다. 추가 2기 제작계획은 없는것으로 알려졌다.

| 화수 | 제목                      | 원제                 | 방영일          |
| ---- | ------------------------- | -------------------- | --------------- |
| 1화  | 쿄우카 님, 군림이다!      | 凶華様、君臨す!      | 2008년 4월 12일 |
| 2화  | 연회의 시간은 끝나지 않아 | 宴の時間は終わらない | 2008년 4월 19일 |
| 3화  | 히메미야의 도깨비 공주님  | 姫宮の鬼姫様         | 2008년 4월 26일 |
| 4화  | 여행도 저주도 계획대로    | 旅行も呪いも計画的に | 2008년 5월 3일  |

## 주제가
광란가족일기의 엔딩 테마는 방송사별로 각각 다르며, 8명의 가족 구성원들의 노래가 번갈아가며 나오도록 되어 있다.
여는 노래
<초처현모선언 (超妻賢母宣言)>
노래：MOSAIC.WAV, 작사：미〜코, 작·편곡：카야모리 스스무
닫는 노래
<광란전기 ~일상의 신~ (狂乱戦記 〜日常ノ神サマ〜)>
노래：미다레자키 쿄우카 (후지무라 아유미), 작사：하타 아키, 작곡：아사노 미키, 편곡：무라이 다이
<THE PITFALLS>
노래：미다레자키 오우카 (콘도 타카유키), 작사：하타 아키, 작·편곡：마츠이 노조미
<코드네임은 LADY-X (コードネイムはLady-X)>
노래：미다레자키 긴카 (후지타 요시노리), 작사：하타 아키, 작곡：후쿠모토 쿠시로, 편곡：콘도 아키오
<이 몸은 수호수, 인가? (我輩は守護獣である、か?)>
노래：미다레자키 테이카 (야스모토 히로키), 작사：하타 아키, 작·편곡：카나이 코스케
<나는 갱신되었습니다 (ボクハ更新サレマシタ)>
노래：미다레자키 효우카 (히로하시 료), 작사：하타 아키, 작·편곡：츠키다 타다시
<세계에서 제일 위험한 사랑 (世界で一番ヤバイ恋)>
노래：미다레자키 치카 (토마츠 하루카), 작사：하타 아키, 작·편곡：하시모토 유카리
<이상한 하느님을 알고 있어요 (ヘンな神さま知ってるよ)>
노래：미다레자키 유우카 (하나자와 카나), 작사：하타 아키, 작곡：이토 마스미, 편곡：Ballet Mechanique
<훌륭한 변화도다. (あっぱれ変化じゃ。)>
노래：미다레자키 겟카 (사토 리나), 작사：하타 아키, 작곡：후쿠모토 쿠시로, 편곡：요네다 유키히로